# Supercupa Armeniei
Supercupa Israelului este competiția fotbalistică de supercupă din Armenia, disputată între campioana din Prima Ligă Armeană și câștigătoarea Cupei Armeniei.

## Ediții
| An   | Câștigătoare                                                                 | Scor            | Finalistă                                                                                   |
| 1997 | Shirak Vicecampioana                                                         | 3 - 1           | Pyunic Yerevan (Kilikia) Winner of Armenian Premier League 1995–96 and Armenian Cup 1995-96 |
| 1998 | Pyunic Yerevan (Kilikia) Campioana                                           | 2 - 0           | Ararat Yerevan Winner of Armenian Cup 1996–97                                               |
| 1999 | Tsement (Araks) Winner of Armenian Premier League 1998 and Armenian Cup 1998 | 1 - 1 pen (4-3) | Shirak Vicecampioana                                                                        |
| 2000 | Shirak Campioana                                                             | 2 - 1           | Tsement (Araks) Winner of Armenian Cup 1999                                                 |
| 2001 | Nu a avut loc                                                                | Nu a avut loc   | Nu a avut loc                                                                               |
| 2002 | Pyunik Campioana                                                             | 2 - 1           | Mika Winner of Armenian Cup 2001                                                            |
| 2003 | Shirak Vicecampioana                                                         | 2 - 1           | Pyunik Winner of Armenian Premier League 2002 and Armenian Cup 2002                         |
| 2004 | Pyunik Campioana                                                             | 1 - 0 aet       | Mika Winner of Armenian Cup 2003                                                            |
| 2005 | Pyunik Winner of Armenian Premier League 2004 and Armenian Cup 2004          | 1 - 0           | Banants Vicecampioana                                                                       |
| 2006 | Mika Winner of Armenian Cup 2005                                             | 3 - 2           | Pyunik Campioana                                                                            |
| 2007 | Pyunik Campioana                                                             | 2 - 1 aet       | Mika Winner of Armenian Cup 2006                                                            |
| 2008 | Pyunik Campioana                                                             | 1 - 0           | Banants Winner of Armenian Cup 2007                                                         |
| 2009 | Ararat Yerevan Winner of Armenian Cup 2008                                   | 2 - 1           | Pyunik Campioana                                                                            |
| 2010 | Pyunik Campioana                                                             | 2 - 0           | Banants Runner-up of Armenian Cup 2009                                                      |
| 2011 | Pyunik Campioana                                                             | 3 - 0           | Banants Runner-up of Armenian Cup 2010                                                      |
| 2012 | Mika Winner of Armenian Cup 2011                                             | 0 - 0 pen (5-3) | Ulisses Campioana                                                                           |
| 2013 | Shirak Campioana                                                             | 2 - 0           | Pyunik Winner of Armenian Cup 2012–13                                                       |

## Performanță după echipă
| Club           | Titluri |
| Pyunik         | 7       |
| Shirak         | 4       |
| Mika           | 2       |
| Ararat Yerevan | 1       |
| Kilikia        | 1       |
| Araks          | 1       |